# 홀랜드 아메리카 라인
홀랜드 아메리카 라인(Holland America Line, HAL)은 미국 워싱턴주 시애틀에 본사를 둔 카니발 코퍼레이션(Carnival Corporation & plc)의 자회사인 미국 소유의 크루즈 라인이다.
홀랜드 아메리카 라인은 네덜란드 로테르담에서 설립되었으며, 1873년부터 1989년까지 네덜란드 해운사, 여객선, 화물선, 크루즈선으로 주로 네덜란드와 북미 간을 운항했다. 회사 유산의 일부로 네덜란드에서 북미로 수십만 명의 이민자를 수송하는 데 직접 관여했다.
홀랜드 아메리카는 1989년부터 카니발 코퍼레이션의 자회사였다.

## 같이 보기
- 카니발 코퍼레이션